# Imperio (periódico)
Imperio fue un diario español editado en la ciudad de Zamora entre 1936 y 1963. Perteneciente en sus inicios al partido Falange Española de las JONS, durante la dictadura franquista pasó a formar parte de la cadena de Prensa del «Movimiento».

## Historia
El periódico comenzó a publicarse el 29 de octubre de 1936, durante la guerra civil, bajo la denominación Imperio: Diario de Zamora de la Falange Española de las JONS. Se trataba de una publicación de ámbito local-provincial. Su periodicidad era diaria, llegando a publicar en algunas ocasiones dos ediciones diarias. Las ediciones llegaron a incluir suplementos relacionados generalmente con la ideología del partido, y de temáticas diversas. 
El 9 de junio de 1963 salió el último número de Imperio; en él se publicó una nota a los lectores en la que se explicaba que el día 11 de junio de este mismo año el diario se fundía su editorial con El Correo de Zamora, pasando a denominarse brevemente como El Correo de Zamora-Imperio. La nueva publicación conservó su nombre hasta que en diciembre del mismo año, fue acortado, prevaleciendo la forma “El Correo de Zamora“. 
Durante su existencia la dirección del diario pasaron, entre otros, Adolfo Duque, Timoteo Esteban Vega o Laureano Muñoz Viñarás. En Imperio colaboraron autores como Federico Acosta Noriega o Miguel Gila —donde destacó por sus primeros trabajos periodísticos—.

## Digitalización
El Ministerio de Cultura digitaliza las ediciones de Imperio y las pone disponible en internet desde 2011.

## Biografía
- Altabella, José (1966). «El Norte de Castilla» en su marco periodístico (1854-1965). Editora Nacional.
- Aróstegui, Julio (1988). Historia y memoria de la Guerra Civil. Encuentro en Castilla y León: Salamanca, 24-27 de septiembre de 1986. Junta de Castilla y León.
- De las Heras, Carlos (2000). La prensa del movimiento y su gestión publicitaria, 1936-1984. Universidad de Málaga. ISBN 84-7496-771-6. doi:10.5281/zenodo.2603453.
- Sevillano Calero, Francisco (1998). Propaganda y medios de comunicación en el franquismo (1936-1951). Universidad de Alicante.

- Datos: Q24074551
- Multimedia: Category:Imperio (Zamora) / Q24074551